# Кухари (гміна Віслиця)
Кухари (пол. Kuchary) — село в Польщі, у гміні Віслиця Буського повіту Свентокшиського воєводства.
Населення — 203 особи (2011).
У 1975-1998 роках село належало до Келецького воєводства.

## Демографія
Демографічна структура на день 31 березня 2011 року:
|          | Загалом | Допрацездатний вік | Працездатний вік | Постпрацездатний вік |
| -------- | ------- | ------------------ | ---------------- | -------------------- |
| Чоловіки | 103     | 16                 | 75               | 12                   |
| Жінки    | 100     | 14                 | 57               | 29                   |
| Разом    | 203     | 30                 | 132              | 41                   |